# Белорусија на Европском првенству у атлетици у дворани 2013.
Белорусија је учествовала на 32. Европском првенству у дворани 2013 одржаном у Гетеборгу, Шведска, од 28. фебруара до 3. марта. Ово је било десето европско првенство у дворани од 1994. године од када Белорусија учествује самостално под овим именом. Репрезентацију Белорусије представљало је 12 спортиста (3 мушкараца и 9 жена) који су се такмичили у 11. дисциплина (3 мушке и 8. женских).
На овом првенству Белорусија је била седамнаеста по броју освојених медаља са 4 медаље од којих су 2 сребрне и 2 бронзане. Све медаље се освојене у женској конкуренцији у којој је Белорусија заузела 11 место. У табели успешности према броју и пласману такмичара који су учествовали у финалним такмичењима (првих 8 такмичара) Белорусија је са 7 финалиста заузела 10. место са 39 бодова, од 27 земаља које су имале представнике у финалу. Укупно је учествовало 47 земаља.
Спортисти Белорусије поставили су 4 лична рекорда и постигли 6 најбољих резултата сезоне.

## Учесници
| Мушкарци: - Анис Ананенка — 800 м - Максим Линша — 60 м препоне - Алексеј Цапик — Троскок | Жене - Марина Арзамасава — 800 м - Наталија Карејива — 1.500 м - Алина Талај — 60 м препоне - Валерија Богданович — Скок увис - Волга Сударава — Скок удаљ - Ксенија Дјацук — Троскок - Алена Копец — Бацање кугле - Кацјарина Нецветајева — Петобој - Јана Максимова — Петобој |  |

## Освајачи медаља (4)

### Сребро (2)
- Алина Талај — 60 м препоне
- Јана Максимова — Петобој

### Бронза (2)
- Марина Арзамасава — 800 м препоне
- Алина Копец — Кугла

## Резултати

### Мушкарци
| Атлетичар     | Дисциплина   | Лични рекорд | Квалификације | Квалификације | Полуфинале | Полуфинале    | Финале               | Финале      | Детаљи |
| Атлетичар     | Дисциплина   | Лични рекорд | Резултат      | Место         | Резултат   | Место         | Резултат             | Место       | Детаљи |
| ------------- | ------------ | ------------ | ------------- | ------------- | ---------- | ------------- | -------------------- | ----------- | ------ |
| Анис Ананенка | 800 м        | 1:48,11      | 1:50,49       | 1. у гр 4 КВ  | 1:48,77    | 2. у пф. 1 КВ | 1:49,61              | 4/26 (28)   |        |
| Максим Линша  | 60 м препоне | 6,60 НР      | 7,72          | 3 у гр. 3 КВ  | 7,67 ЛРС   | 4. у пф. 2    | 7,57 ЛР              | 6 /27       |        |
| Алексеј Цапик | Троскок      | 16,67        | 16,45         | 13            |            |               | Није се квалификовао | 13 /21 (22) |        |

### Жене
| Атлетичарka         | Дисциплина   | Лични рекорд | Квалификације | Квалификације | Полуфинале            | Полуфинале    | Финале                | Финале | Детаљи |
| Атлетичарka         | Дисциплина   | Лични рекорд | Резултат      | Место         | Резултат              | Место         | Резултат              | Место  | Детаљи |
| ------------------- | ------------ | ------------ | ------------- | ------------- | --------------------- | ------------- | --------------------- | ------ | ------ |
| Марина Арзамасава   | 800 м        | 2:01,13      | 2:04,77       | 2. у гр 2 КВ  | 2:01,22 ЛРС           | 2. у пф. 1 КВ | 2:01,21 ЛРС           |        |        |
| Наталија Карејива   | 1.500 м      | 4:08,60      | 4:12,41       | 2. у гр 2 КВ  |                       |               | 4:15,15 ЛРС           | 4/29   |        |
| Алина Талај         | 60 м препоне | 7,94         | 8,02          | 1 у гр. 3 КВ  | 8,02                  | 2. у пф. 1    | 7,94 =ЛР              |        |        |
| Валерија Богданович | Скок увис    | 1,85         | 1,89          | 13            |                       |               | Није се квалификовала | 13 /19 |        |
| Волга Сударава      | Скок удаљ    | 6,73         | 6,43          | 10.           | Није се квалификовала | 10 / 19       |                       |        |        |
| Ксенија Дјацук      | Троскок      | 14,48 НР     | 13,46         | 16            | Није се квалификовала | 16 / 19 (21)  |                       |        |        |
| Алена Копец         | Бацање кугле | 19,06        | 18,24         | 2 КВ          | 18,85                 |               |                       |        |        |

#### Петобој
| Дисциплина   | Кацјарина Нецветајева | Кацјарина Нецветајева | Кацјарина Нецветајева | Кацјарина Нецветајева | Кацјарина Нецветајева | Кацјарина Нецветајева |
| Дисциплина   | Лич. рек.             | Резултат              | Бод.                  | Плас.                 | Укупно                | Плас.                 |
| ------------ | --------------------- | --------------------- | --------------------- | --------------------- | --------------------- | --------------------- |
| 60 м препоне | 8,55                  | 8,65                  | 984                   | 12.                   |                       |                       |
| Скок увис    | 1,73                  | 1,69                  | 842                   | 15.                   | 1.826                 | 15.                   |
| Бацање кугле | 14,92                 | 13,33                 | 749                   | 11.                   | 2.575                 | 13.                   |
| Скок удаљ    | 6,04                  | 5,55                  | 715                   | 14.                   | 3.290                 | 14.                   |
| 800 м        | 2:14,57               | 2:21,59               | 802                   | 10.                   |                       |                       |
| Петобој      | 6.121                 |                       |                       |                       | 4.092                 | 11 / 13 (15)          |

| Дисциплина   | Јана Максимова | Јана Максимова | Јана Максимова | Јана Максимова | Јана Максимова | Јана Максимова |
| Дисциплина   | Лич. рек.      | Резултат       | Бод.           | Плас.          | Укупно         | Плас.          |
| ------------ | -------------- | -------------- | -------------- | -------------- | -------------- | -------------- |
| 60 м препоне | 8,59           | 8,63           | 989            | 11             |                |                |
| Скок увис    | 1,90           | 1,90 =ЛР       | 1.106          | 1.             | 2.174          | 1.             |
| Бацање кугле | 15,02          | 14,65 ЛРС      | 837            | 3.             | 2.932          | 1.             |
| Скок удаљ    | 5,95           | 5,94 ЛРС       | 831            | 21             | 3.763          | 2.             |
| 800 м        | 2:14,25        | 2:14,84        | 895            | 1.             |                |                |
| Петобој      | 4.616          |                |                |                | 4.658 ЛР       |                |